# Ruisseau Saint-Camille
Pour les articles homonymes, voir Saint-Camille.
Le ruisseau Saint-Camille est un affluent de la rive Est de la rivière Nicolet Sud-Ouest dont le courant se déverse successivement dans la rivière Nicolet, le lac Saint-Pierre et le fleuve Saint-Laurent. Son cours coule dans les municipalités de Saint-Camille et de Saint-Georges-de-Windsor, dans la municipalité régionale de comté (MRC) de Les Sources, dans la région administrative de l'Estrie, au Québec, au Canada.

## Géographie
Les principaux bassins versants voisins du ruisseau Saint-Camille sont :
- côté nord : rivière Dion (Les Sources) ;
- côté est : rivière Nicolet Centre ;
- côté sud rivière Nicolet Sud-Ouest ;
- côté ouest : rivière Nicolet Sud-Ouest.

Le ruisseau Saint-Camille s'alimente de divers ruisseaux agricoles et forestiers dans une zone située au nord-est du village de Saint-Camille. Cette zone de tête est située au sud-est de la rue Miquelon (route 216) et du côté nord-est de la rue Desrivières.
À partir de sa zone de tête, le ruisseau Saint-Camille coule sur 9,9 km selon les segments suivants :
- 2,1 km vers l'ouest, dans la municipalité de Saint-Camille, jusqu'à rue Miquelon (route 216) ;
- 1,8 km vers l'ouest, jusqu'à la rue Desrivières ;
- 3,4 km vers l'ouest, jusqu'à la limite municipale de Wotton ;
- 1,3 km vers l'ouest, dans la municipalité de Wotton, jusqu'à la limite municipale de Saint-Georges-de-Windsor ;
- 1,3 km vers l'ouest, dans Saint-Georges-de-Windsor, jusqu'à son embouchure.

Le ruisseau Saint-Camille se déverse sur la rive Est de la rivière Nicolet Sud-Ouest. Sa confluence est située à 4,8 km à l'est du centre du village de Saint-Georges-de-Windsor et à 3,1 km en amont de la confluence de la rivière Dion (Les Sources).

## Toponymie
Le terme "Camille" constitue un prénom d'origine française.
Le toponyme "Ruisseau Saint-Camille" a été officialisé le 5 décembre 1968 à la Commission de toponymie du Québec.